# 深井村 (香港)

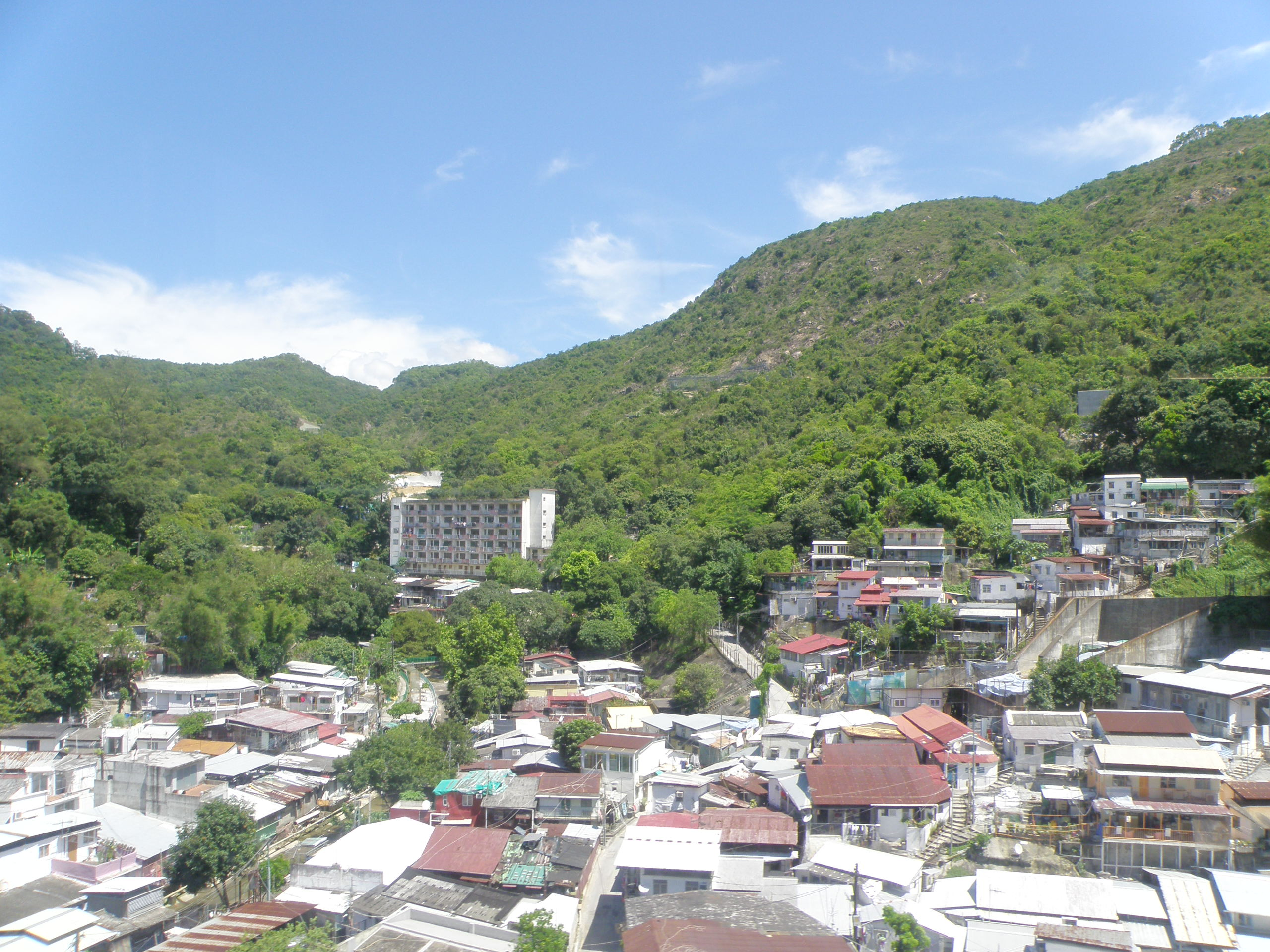
位於深井村東北面的深井新村

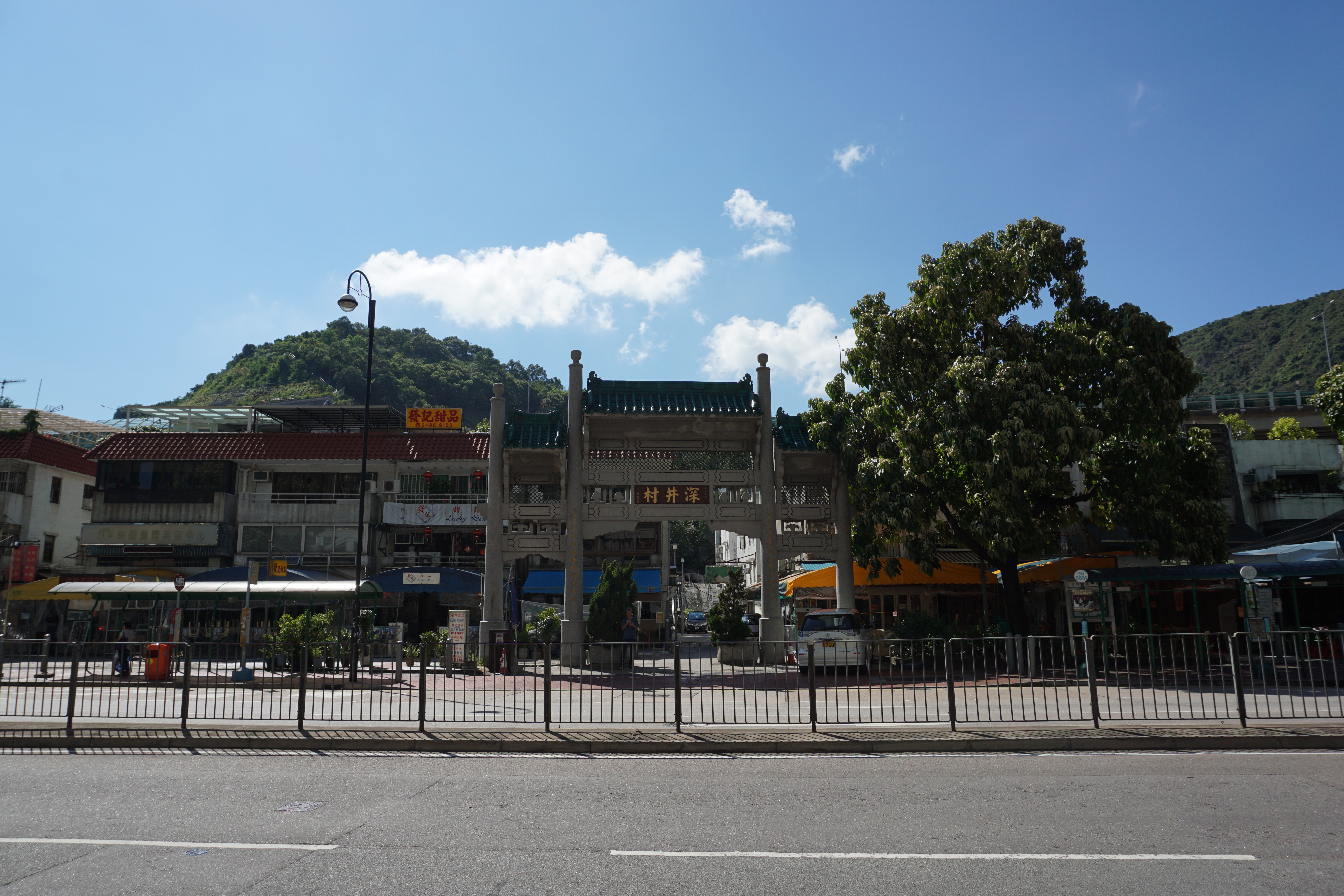
深井村及牌坊

深井村是香港一條鄉村，位於新界荃灣區深井，青山公路深井段以北，對面是麗都花園，其西則為浪翠園。村內的建築以三層式平房為主。而深井馳名的燒鵝酒家，多是位於村內的範圍，而村內也有很多不同種類的食肆。